# Roncocreagris clavata
Espèce
Synonymes
- Microcreagris galeonuda clavata Beier, 1955

Roncocreagris clavata est une espèce de pseudoscorpions de la famille des Neobisiidae.

## Distribution
Cette espèce est endémique des Asturies en Espagne. Elle se rencontre dans la réserve naturelle de Muniellos.

## Description
Le mâle holotype mesure mm.

## Systématique et taxinomie
Cette espèce a été décrite sous le protonyme Microcreagris galeonuda clavata par Beier en 1955. Avec son espèce, elle est placée dans le genre Roncocreagris par Mahnert en 1976. Elle est élevée au rang d'espèce par Zaragoza en 2008.

## Publication originale
- Beier, 1955 : Neue Beitrage zur Kenntnis der Iberischen Pseudoscorpioniden-Fauna. Eos, vol. 31, p. 87-122 (texte intégral).